# 10. armada (Avstro-Ogrska)
Za druge 10. armade glejte 10. armada.
10. armada (nemško 10. Armee) je bila armada avstro-ogrske skupne vojske med prvo svetovno vojno.

## Zgodovina
Armada je bila ustanovljena februarja 1916 in do ukinitve novembra 1918 je delovala na italijanski fronti.

## Vodstvo
Poveljniki
- general konjenice/generalpolkovnik Franz Rohr von Denta: februar 1916–junij 1916
- feldmaršal Karl Scotti: junij 1916–april 1917
- generalpolkovnik/feldmaršal Alexander von Krobatin: april 1917–november 1918